# Robert González
Robert Matías González Núñez (Montevideo, Uruguay, 23 de noviembre de 1993) es un futbolista uruguayo que juega de defensa y su equipo actual es Unión Huaral de la Liga 2 de Perú.

## Carrera profesional
La carrera de González comenzó en 2013 con Liverpool de la Primera División uruguaya. Su única aparición en el primer equipo fue el 24 de febrero de 2013 en una derrota de liga contra el Danubio. En agosto de 2014, González completó una transferencia al también equipo de Primera División El Tanque Sisley, con quien debutó en noviembre de 2014 contra River Plate. Seis apariciones más llegaron durante 2014-15, antes de otras seis en 2015-16 que concluyó con el descenso para el club, pero contó con González anotando su primer gol en la categoría absoluta en una derrota en casa por 5-6 ante Defensor Sporting.
En la Segunda División uruguaya, González jugó cuatro veces cuando el club ganó el ascenso a la máxima categoría para 2017. En 2017, tuvo su temporada más productiva con El Tanque Sisley después de presentarse veinticuatro veces y anotar dos veces cuando terminaron 13º. Sin embargo el club fue relegado a principios de 2018 debido a problemas de deuda en circulación, González posteriormente abandonó el equipo y se unió al San Marcos de la Primera B de Chile, su debut con San Marcos se produjo el 4 de marzo con una derrota ante Deportes Valdivia.
El 12 de febrero del 2021, Rangers anuncia la llegada de González por redes sociales. Su estreno con la camiseta rojinegra sería en la primera fecha del campeonato con una victoria frente a Unión San Felipe el 6 de abril. A pesar de comenzar con el pie derecho, en Rangers no conseguiría el rendimiento esperado, no alcanzando el objetivo del ascenso a Primera División, por lo que decidiría partir luego de finalizar el campeonato. Su partido más destacable fue en la goleada 4:0 contra Cobreloa, donde realizaría dos goles que el árbitro consideraría como tres en su papeleta (quedando así en el sistema y en las estadísticas), haciendo así el primer triplete de su carrera profesional.
El 11 de febrero es anunciado en el club Progreso de Uruguay.

## Clubes
| Club                | País    | Año         |
| ------------------- | ------- | ----------- |
| Liverpool           | Uruguay | 2013        |
| El Tanque Sisley    | Uruguay | 2014 - 2017 |
| San Marcos de Arica | Chile   | 2018 - 2020 |
| Rangers de Talca    | Chile   | 2021        |
| Progreso            | Uruguay | 2022        |
| Unión Huaral        | Perú    | 2023 -      |

## Palmarés
El Tanque Sisley
- Segunda División de Uruguay : 2016